# Apoteket
Apoteket AB — є власником фармацевтичної роздрібної торгівлі в Швеції, яка раніше мала монополію на роздрібний продаж лікарських засобів у країні. Раніше відома як Apoteksbolaget, компанія є державною власною компанією, яка звітує перед Міністерством фінансів.

## Історія
Компанія була заснована в 1970 році під назвою Apoteksbolaget AB. У 1998 році назва була змінена на нинішню, Apoteket AB.
1 липня 2009 року державна монополія була скасована, що дозволило відкрити приватні аптеки в Швеції. Шведський уряд назвав факт, що Швеція є єдиною демократією, разом з Кубою і Північною Кореєю, яка зберегла фармацевтичну монополію, як аргумент для її скасування.